# 言問通り
言問通り（ことといどおり）は、東京都文京区弥生の本郷弥生交差点から、台東区浅草の言問橋西交差点に至る道路の通称である（東京都通称道路名設定公告（1962年4月25日）整理番号39）。
西側は文京区小石川まで続き、東側は国道6号と接続する。全線が東京都道319号環状三号線の一部（起点から谷中六丁目交差点までは支線）を構成する。
なお東京都通称道路名とは別に、隅田川に架かる言問橋（国道6号）を挟んだ、墨田区向島の言問橋東交差点から業平一丁目交差点（浅草通り交点）までの区間も、墨田区により「言問通り」の愛称が設定されている（言問橋上は道路名なし）。

## 主に交差する道路
- 白山通り - 西片交差点
- 本郷通り（国道17号）- 本郷弥生交差点
- 不忍通り（東京都道437号秋葉原雑司ヶ谷線） - 根津一丁目
- 東京都道452号神田白山線 - 上野桜木交差点
- 尾竹橋通り（東京都道313号上野尾竹橋線） - 鶯谷駅前
- 昭和通り（国道4号）・清洲橋通り - 入谷
- 左衛門橋通り - 中入谷
- かっぱ橋道具街通り - 金竜小学校前
- 国際通り（東京都道462号蔵前三ノ輪線） - 西浅草三丁目
- 江戸通り（国道6号）・吉野通り（東京都道464号言問橋南千住線）・橋場通り（東京都道314号言問大谷田線）- 言問橋西
- 水戸街道（国道6号）・三ツ目通り（東京都道319号環状三号線）- 言問橋東
- 浅草通り（東京都道453号本郷亀戸線） - 業平一丁目

## 付近を通る主な駅・鉄道
- 東大前駅（東京メトロ南北線）
- 根津駅（東京メトロ千代田線）
- 鶯谷駅（JR山手線）
- 入谷駅（東京メトロ日比谷線）
- とうきょうスカイツリー駅（東武スカイツリーライン）

## 名前の由来
言問橋に通じるため。言問橋の名前の由来は、平安時代の六歌仙のひとりである在原業平の歌にもとづく。彼は古今集歌人の中でも一二を争う人気歌人であったが、不祥事が原因で都を離れ、当時湿地帯が広がる辺境だったこの地に左遷された。はるばると隅田川の畔までやってきた時に､鳥の名に託して都の恋人を偲んだという伊勢物語の故事から言問を転用したものと考えられている。
詠まれた歌
名にしおはば いざ言問はむ 都鳥 わが思う人は ありやなしやと

## 俗称・トリビア
- 言問通りは、東京大学の本拠地である本郷キャンパスと農学部のある弥生キャンパスを分断しており、両キャンパスを隔てる部分は東京大学の学内で「ドーバー海峡」と俗称されている[2]。
- 西側の終端である西片交差点のわずか先にこんにゃくえんま前交差点がある。その区間は言問通りには含まれないが便宜的に言問通りと呼ばれることがある。